# Жилой дом (Студенческая улица, Нежин)
Жилой дом — памятник архитектуры местного значения в Нежине. Сейчас в доме размещается корпус № 3 Нежинского медицинского колледжа

## История
Изначально был внесён в «список памятников архитектуры вновь выявленных» под названием «Жилой дом».
Приказом Министерства культуры и туризма от 21.12.2012 № 1566 присвоен статус «памятник архитектуры местного значения» с охранным № 10054-Чр под названием «Жилой дом». Установлена информационная доска.

## Описание
Дом построен в начале XX века на углу современных улиц Студенческой и Некрасова.
Одноэтажный, каменный, неоштукатуренный, прямоугольный в плане дом, с чердаком под скатной крышей. Оконные проёмы четырёхугольные. Фасад расчленён пилястрами, украшен орнаментальной кирпичной кладкой. Над входной дверью - фрамуга вровень с оконными проёмами.